# Ferdinand Wippermann
Ferdinand Wippermann (* 19. August 1876 in Paderborn; † 26. November 1969 in Bad Kreuznach) war ein deutscher Lehrer und Linguist.

## Leben
Wippermann besuchte das Gymnasium in Paderborn und studierte anschließend Germanistik. Von 1914 bis 1918 war er als Soldat im Ersten Weltkrieg. Später unterrichtete er als Studienrat zunächst in Duisburg-Meiderich, dann in Bad Kreuznach. 
Nach seiner Pension lebte er in Honnef und Bonn, bevor er wieder in seine Geburtsstadt Paderborn zurückkehrte.
Seine Vorträge über plattdeutsche Sprache und Dichtung trugen ihm den Spitznamen De plattdütske Professer (Der plattdeutsche Professor) ein. Von den 1920er Jahren bis in die frühe Nachkriegszeit galt als einer der führenden Forscher für niederdeutsche Sprache. Er gehörte zum Kreis der plattdeutschen Dichter um Augustin Wibbelt und Karl Wagenfeld.

## Auszeichnungen
- 1965: Bundesverdienstkreuz Erster Klasse[2]

## Schriften
- Friedrich Wilhelm Grimme. Breer und Thiemann, Hamm 1908.
- Englisch und Plattdeutsch mit besonderer Berücksichtigung der Mundarten des Ruhrmündungsgebietes. Praktische Ergänzung zur englischen Grammatik. Als: Wissenschaftliche Beilage zum Jahresbericht 1914 des Städtischen Realgÿmnasiums mit Realschule in Duisburg-Meiderich. Buchdruckerei von Johs. Graffmann, Duisburg-Meiderich 1914. (Digitalisat)
- Vlämischer Dolmetscher für plattdeutsche Soldaten. Von einem Plattdeutschen. Schnell, Warendorf [1916].
- Heime, leiwe Heime! Plattdüitske Gedichte (Patterbürnsk Platt). Westfälisches Volksblatt, Paderborn 1956.
- Kunrod Klaukebrand un de Mai-Kawels odder en Biuer is en Schelm von Natiur. Wulf, Warendorf o. J.
- Anton Küttelgaus un dat Kläischmeuken oder Mit küern lett sick viel seggen! En lustig Fasselowendstücksken van Wippersterte Firnand. Bonn o. J.
- Christijohn und Leysebett oder De Pannkauken-Panne in einen Optug. Wulf, Warendorf o. J.

als Übersetzer
- Guido Gezelle u. a.: In Flandern blinkt der Himmel blau. Flämische Dichtungen. Übersetzt von Ferdinand Wippermann. Schöningh, Paderborn 1966.